# Партия свободы и прогресса
Партия свободы и прогресса (бел. Партыя свабоды і прагрэсу) — незарегистрированная либеральная политическая партия в Беларуси, основанная в 2003 году. Председатель — Владимир Новосяд.
22 ноября 2003 года, 29 мая 2004 года, 29 мая 2005 года, 18 апреля 2009 года прошли учредительные съезды партии свободы и прогресса. На первом съезде было принято решение о создании партии и утверждении устава, программы и манифеста партии. Во всех четырёх случаях Министерство юстиции Республики Беларусь по разным основаниям отказало в регистрации новой политической партии, а Верховный суд отклонил поданные инициаторами создания партии жалобы на решения Минюста об отказе в регистрации (учредители партии называют их «политически мотивированными»).
Основа первой белорусской либеральной партии строилась на деятельности молодежной организации «Гражданский форум», созданной депутатом Верховного Совета Республики Беларусь Владимиром Новосядом в 1995 году и зарегистрированной Министерством юстиции 10 сентября 1996 года. На то время «Гражданский форум» являлся молодежным крылом Объединённой гражданской партии. В 2000 году из-за отказа Владимира Новосяда от партийной линии бойкота выборов, ОГП разрывает отношения с «Гражданским форумом» и организация становится самостоятельной. В то же время происходит идеологический раскол двух структур — ОГП занимает либерально-консервативную позицию, а представители «Гражданского форума» — либеральную.